# ويليام بي ياربوروف
ويليام بي ياربوروف (بالإنجليزية: William P. Yarborough)‏ هو عسكري أمريكي، ولد في 12 مايو 1912 في سياتل في الولايات المتحدة، وتوفي في 6 ديسمبر 2005 في كارولاينا الشمالية في الولايات المتحدة.

## وصلات خارجية
- ويليام بي ياربوروف على موقع الموسوعة البريطانية (الإنجليزية)